# Katie McGrath
Katherine "Katie" Elizabeth McGrath  (født 3. januar 1983) er en irsk skuespiller, som er mest kendt for sin rolle som Lady Morgana i BBC's drama/eventyr-serie Merlin.

## Baggrund
McGrath ville rigtigt have været modejounalist og fik et job for det irske modemagasin Image, inden hun blev ansat som garderobeassistent for serien The Tudors. Det var der, hun blev opfordret til at prøve skuespil.[kilde mangler]

## Filmografi
| År   | Titel                            | Rolle                   | Noter                  |
| ---- | -------------------------------- | ----------------------- | ---------------------- |
| 2007 | Pebble                           | Tara                    | Short film             |
| 2011 | W.E.                             | Lady Thelma Furness     |                        |
| 2012 | Tríd an Stoirm                   | Alice/Banshee           | Short film; voice role |
| 2014 | Leading Lady                     | Jodi Rutherford         | Afrikaans film         |
| 2015 | Jurassic World                   | Zara Young              |                        |
| 2015 | The Throwaways                   | Gloria Miller           |                        |
| 2017 | King Arthur: Legend of the Sword | Elsa                    | [ 4 ]                  |
| 2018 | Buttons                          | Mrs Katherine Wentworth |                        |

| År        | Titel                                        | Rolle                | Noter                                              |
| --------- | -------------------------------------------- | -------------------- | -------------------------------------------------- |
| 2007      | Damage                                       | Rachel               | Television movie                                   |
| 2008      | Eden                                         | Trisha               | Television movie                                   |
| 2008      | The Tudors                                   | Bess                 | Episode: "His Majesty's Pleasure"                  |
| 2008      | Freakdog                                     | Harriet Chambers     | Television movie                                   |
| 2008      | The Roaring Twenties                         | Vixen                | Television miniseries                              |
| 2008–2012 | Merlin                                       | Morgana Pendragon    | Hovedrolle                                         |
| 2009      | The Queen                                    | Princesse Margaret   | Episode: "Margaret"                                |
| 2011      | A Princess for Christmas                     | Jules Daly           | Television movie                                   |
| 2012      | Labyrinth                                    | Oriane Congost       | Television miniseries                              |
| 2013      | Dates                                        | Kate Foster          | Episode: "Erica and Kate"                          |
| 2013–2014 | Dracula                                      | Lucy Westenra        | Main role                                          |
| 2016      | Slasher                                      | Sarah Bennett        | Main role (season 1)                               |
| 2016–2021 | Supergirl                                    | Lena Luthor          | Recurring role (season 2); Main role (seasons 3–6) |
| 2016–2017 | Frontier                                     | Elizabeth Carruthers | Recurring role (sæson 1–2)                         |
| 2019      | Secret Bridesmaids' Business                 | Saskia de Merindol   | Main role                                          |
| 2023      | The Continental: From the World of John Wick | The Adjudicator      | Recurring role; Television Miniseries              |
| 2025      | The Ex-Wife                                  | Jen                  | Main role; replaced Janet Montgomery               |

| År   | Titel       | Kunstner |
| ---- | ----------- | -------- |
| 2014 | "From Eden" | Hozier   |

## Priser
| År   | Award                   | Kategori                           | Rolle            | Resultat  |
| ---- | ----------------------- | ---------------------------------- | ---------------- | --------- |
| 2009 | Monte-Carlo TV Festival | Outstanding Actress - Drama Series | Morgana i Merlin | Nomineret |
| 2010 | Monte-Carlo TV Festival | Outstanding Actress - Drama Series | Morgana i Merlin | Nomineret |